# Alireza Nasr Azadani
Alireza Nasr Azadani (anhörenⓘ, persisch علیرضا نصر آزادانی‎; * 21. September 1985 in Isfahan) ist ein iranischer Taekwondoin, der im Weltergewicht aktiv ist.
Azadani feierte seine ersten internationalen Erfolge im Juniorenbereich. Er gewann bei der Juniorenasienmeisterschaft 2001 in Hua Chang Silber und erreichte bei der Juniorenweltmeisterschaft 2002 in Iraklio das Viertelfinale. Der Durchbruch im Erwachsenenbereich gelang Azadani 2006. Bei den Asienspielen in Doha zog er in der Klasse bis 67 Kilogramm ins Halbfinale ein und gewann Bronze. Seinen ersten Titel gewann er bei der Asienmeisterschaft in Henan, er siegte in der Klasse bis 72 Kilogramm. Azadani blieb in den folgenden Jahren bei den großen Meisterschaften ungeschlagen. Er siegte in der Klasse bis 74 Kilogramm bei den Asienspielen 2010 in Guangzhou mit einem Finalsieg gegen Dmitri Kim, wurde in der gleichen Klasse bei der Weltmeisterschaft 2011 in Gyeongju mit einem Finalsieg gegen Patiwat Thongsalap erstmals Weltmeister und erkämpfte auch bei der Asienmeisterschaft 2012 in Ho-Chi-Minh-Stadt in der Klasse bis 68 Kilogramm seinen zweiten Titel, nachdem er im Finale Rohullah Nikpai schlug.